# Фредерік II (король Сицилії)
Фредерік II (*Frederick II, 13 грудня 1272 —25 червня 1337) — король Сицилії у 1296—1337 роках.

## Біографія

### Регентство
Походив з Барселонської династії. Син Педро III, короля Арагону, Валенсії, Сицилії, графа Барселони, й Констанції Гогенштауфен. Народився у Барселоні. Про молоді роки замало відомостей. У 1285 році втратив батька, але не здобув жодної влади.
Лише після смерті старшого брата короля Альфонсо III у 1291 році, другий брат Хайме, що став королем Арагону, призначив Фредеріка регентом Сицилійського королівства. На цій посаді Фредерік продовжив боротьбу з Неаполітанським королівством, яке претендувало на Сицилію. Зрештою розпочалися перемовини у Неаполі з Карлом II Анжуйським, але були перервані послідовною смертю двох пап римських.
Зрештою під тиском папи римського Боніфація VIII, король Арагону договором в Ананьї у 1295 році відмовився від Сицилії в обмін на визнання його королем Сардинії і Корсики. Втім сицилійська знать відмовилася визнати умови цієї угоди, надавши підтримку регенту Фредеріку. Останній вирішив самостійно боротися проти Анжуйської династії. Спроби папи римського підкупити Фредеріка шлюбом з Катериною Куртене (спадкоємецею титулу імператора Латинської імперії) виявилася невдалою. Після цього 25 березня 1296 року відбулася його коронація в Палермо.

### Королювання

#### Боротьба з Неаполем
Першим кроком нового володаря було впорядкування управління державою. Фредерік II, намагаючись здобути більшу прихильність своїм наказом розширив повноваження парламенту королівства, куди входила військова та цивільна знать, прелати і представни міст. Усі права та обов'язки були оформлені декретами «Constitutiones regales», «Capitula alia», «Ordinationes generales».
Із самого початку стикнувся з протистоянням Неаполітанського і Арагонського королівств, королів яких папа римський у 1297 році зобов'язав повернути Сицилію Анжуйській династії. Хайме II став готуватися до вторгнення на Сицилію. Щоб запобігти цьому, Фредерік II у 1298 році відправив Переса де Соса до Каталонії, намагаючись збурити місцевих баронів і міста проти арагонського короля.
Конфлікт з папською курією призвів до нової війни з Неаполітанським королівством. Король Сицилії висадився в Калабрії, вступив в союз з родом Колонна проти Боніфація VIII, розпочав перемовини стосовно спільних дій з гібеллінами Тоскани та Ломбардії.
В цей момент каталонські аристократи, що перебували на Сицилії, оголосили про підтримку Хайме II, якого підтримав папа римський. Водночас колишні прихильники Барселонської династії — Джованні Прочіда і Руджеро де Лаурія — перейшли на бік Неаполя. Після цього сицилійський флот зазнав поразки у битві при мису Орландо.
В результаті у 1299 році неаполітанці на чолі із принцами Робером і Філіпом захопили частину Сицилії разом з містом Катанія. Але незабаром Фредерік II завдав ворогам поразки у битві при Трапані —  прихильникам Хайме II, а потім біля Катаньї — неаполітанським принцам. Після цього король Сицилії зайняв більшу частину Калабрії. Тоді Боніфацій VIII закликав тамплієрів, госпітальєрів, та генуезький флот атакувати Сицилію. Ці війська під орудою Руджеро да Лаурії завдали поразки сицилійцям, але не здобули вирішальної перемоги.
Військова кампанія тривала до 1302 року, коли в травні на острів висадився Карл Валуа (брат Філіпа IV, короля Франції), який зайняв північні райони, але французьке військо було практично знищено малярією. Тому у серпні того ж року було укладено договір в Кальтабеллотті. За ним Фредеріка II було визнано королем Тринакрії (з цього моменту назва Королівство Сицилія в офіційним паперах змінюється на назву Королівство Тринакрія), а той повинен був одружитися з донькою короля Неаполя. Після смерті Фредеріка II острів Сицилія повинен був повернутися під владу Анжуйської династії, майбутні діти Фредеріка II — отримати відшкодування. Деякий час папа римський Боніфацій VIII (як сеньйор Сицилії і Неаполя) відмовлявся визнати цю угоду. Лише у 1303 році він її ратифікував.

#### Захоплення Афін
У 1311 році Каталонська компанія на чолі із Роже де Флором (їх до того найняв на службу візантійський імператор) захопили Афінське герцогство, поваливши тамтешнього володаря Готьє V де Брієнна. Фредерік II призначив Афінським герцогом свого сина Манфреда, а генерал-капітаном — позашлюбного сина Альфонсо Фредеріка.

#### Нова війна з Неаполем
Фредерік II виконував умови договору, але у 1311 році, довідавшись про наступ імператора Генріха VII Люксембурга до Італії, вступив в союз з останнім і відновив війну з Неаполем, захопив місто Реджо-Калабрія. При цьому запропонував Генріху VII зміцнити союз шлюбом між родинами.
Фредерік II на чолі потужного флоту у 1313 році прибув до Сієни в Тоскані, де зустрівся з імператором. Але після смерті останнього повернувся до Сицилії. Спроба укласти союз з Пізанською республікою виявилася невдалою. У 1314 році в порушення попередньої угоди оголосив старшого сина Педро спадкоємцем трону. Того ж року Робер I, король Неаполя, здійснив декілька рейдів до острова, але не здобув успіху. Слідом за цим Фредерік II і Робер I уклали перемир'я. У 1316 році військові дії поновилися. Зрештою у 1317 році укладено перемир'я за яким Робер I відмовився від завоювань на Сицилії в обмін Фредерік II повернув тому усі землі в Калабрії.
Але король Сицилії продовжував підтримувати гібелінів в Італії. У 1321 році надав підтримку (сицилійський флот у 82 галер) у нападі партії гібелінів на Геную, конфіскував низку прибутків католицької церкви. Того ж року коронував свого сина Педро як співволодаря. У відповідь папа римський Іоанн XXII відлучив Фредеріка II від церкви, а на острів Сицилію було накладено інтердикт. Скориставшись з цим, проти короля Сицилії поновив війну Робер I, який спрямував сина Карла на підкорення острова, але Фредерік II завдав поразки ворогові у битві при Палермо. У 1326—1327 роках бойові дії між сицилійцями та неаполітанцями тривали.
У 1324 році зібрав парламент королівства в місті Енна, на якому було прийнято рішення стосовно відокремлення юдейських громад від християнських, створення своєрідних гетто.
У 1335 році папа римський Бенедикт XII зняв відлучення з Фредеріка II й скасував інтердикт, накладений на острів. У 1337 році Фредерік II помер на шляху між Катаньєю і Патерно, похований у Палермо. Владу успадкував його син Педро (в порушення договору в Кальтабеллотті).

## Родина
Дружина — Елеонора, донька Карла II Анжу, короля Неаполя
Діти:
- Педро (1304—1342), король Тринакрії в 1337—1342 роках
- Рожер (1305-д/н)
- Манфред (1306—1317), герцог Афінський
- Констанція (1307—1344), дружина Генріх II Лузіньяна, короля Кіпру
- Елізабет (1310—1349), дружина Стефана II Вітельсбаха, герцога Баварії
- Вільгельм (1312—1338), герцог Афінський
- Хуан (1317—1348), герцог Радаццо
- Катерина (1320—1342), аббатиса монастиря Санта-К'яра (Мессіна)
- Маргарет (1331—1360), дружина Рудольфа II, пфальцграфства Рейнського

Принаймі п'ятеро дітей від коханки Сибілли Сорменни, серед яких:
- Альфонсо Фадріке (бл.1290-бл.1339), регент Афінського герцогства